# Wilbur (scénariste)
Pour les articles homonymes, voir Wilbur.
 (novembre 2018).
Wilbur est le pseudonyme de Sophie Commenge, scénariste de bande dessinée née le 4 janvier 1960 à Saint-Claude (Guadeloupe). 

## Biographie
Connue à ses débuts sous le pseudonyme de Lucie, elle écrit en alternance avec Yann des scénarios pour Bob Marone paraissant dans Circus. Puis elle écrit sous son vrai nom L’Avatar, paru chez Bédefil en 1985. De 1991 à 1996, elle participe aux scénarios du diptyque Le Piège malais et crée avec son époux Didier Conrad, sans faire apparaître sa signature, la série Donito, qui comportera cinq albums publiés aux éditions Dupuis. Après un silence de quelques années, Wilbur reprend l’écriture et coscénarise en 2006 avec Didier Conrad la série Tigresse Blanche, du tome 3 jusqu'au tome 7. Elle crée ensuite la série Raj, toujours avec Conrad : quatre albums, situés dans le contexte de l'Inde coloniale, paraissent de 2007 à 2009. Entre 2011 et 2013, elle coscénarise avec Conrad la série Marsu Kids, dérivée de la série Marsupilami créée par André Franquin.

## Albums
- Bob Marone (scénario de Yann, Lucie et Conrad, dessin de Conrad, Glénat)
  1.  L’Affrontement (1985)
- L’Avatar (dessin de Conrad, Bédéfil, 1985)
- Tatum : La machine écarlate (dessin de Conrad, auto-édité, 1990)
- Le Piège malais tomes 1 et 2 (coscénario et dessin de Conrad, Dupuis, 1990)
- Donito (coscénario et dessin de Conrad, Dupuis)
  1. La Sirène des Caraïbes (1991)
  2. La Pyramide des tempêtes (1992)
  3. Le Grand Secret (1993)
  4. L’Île aux pirates (1995)
  5. L’Or caché du cachalot (1996)
- Tigresse Blanche (coscénario et dessin de Conrad, Dargaud)
  1.  L'Art du cinquième bonheur (2006)
  2. Une espionne sur le toit (2007)
  3. L’Année du phénix (2008)
  4. La Théorie du Mikado (2008)
  5. Voir Paris et mourir (2010)
- Raj (coscénario et dessin de Conrad, Dargaud)
  1. Les Disparus de la ville dorée (2007)
  2. Un gentilhomme oriental (2007)
  3. Ayesha (2009)
  4. Les Étrangleurs (2011)
- Marsu Kids (coscénario et dessin de Conrad, Marsu Productions)
  1. Sorti de l’œuf (2011)
  2. Un œuf pour deux (2013)